# Poer
Poer je priimek več oseb:
- George de la Poer Beresford, britanski general
- Noel Monson de la Poer Beresford-Peirse, britanski general